# Xã Larkinsburg, Quận Clay, Illinois
Xã Larkinsburg (tiếng Anh: Larkinsburg Township) là một xã thuộc quận Clay, tiểu bang Illinois, Hoa Kỳ. Năm 2010, dân số của xã này là 644 người.